# Рейне Альмквіст
Рейне Альмквіст (швед. Reine Almqvist, нар. 12 квітня 1949, Гетеборг) — шведський футболіст, що грав на позиції нападника, зокрема за «Гетеборг» та «Отвідабергс ФФ», а також за національну збірну Швеції.
По завершенні ігрової кар'єри — тренер.

## Клубна кар'єра
У дорослому футболі дебютував 1967 року виступами за команду «Гетеборг», в якій провів п'ять сезонів, взявши участь у 79 матчах чемпіонату. У складі «Гетеборга» був одним з головних бомбардирів команди, маючи середню результативність на рівні 0,54 гола за гру першості. В сезоні 1969 року допоміг команді виграти чемпіонат Швеції, відзначившись 16-ма забитими голами, що було найкращим показником серед усіх гравців турніру.
Згодом з 1973 по 1975 рік грав за «Отвідабергс ФФ», у склаі якого 1973 року удруге став чемпіоном Швеції.
Сезон 1976 року відіграв за «ІФК Сундсвалль», після чого повернувся до «Гетеборга». Відіграв за рідну команду ще п'ять сезонів. Знову був серед її найкращих голеодорів, регулярно відзначаючись забитими голами. 1977 року з 15-ма м'ячами удруге став найкращим бомбардиром першості Швеції.
1980 року пограв у США за «Сіетл Саундерз», після чого повернувся на батьківщину, де захищав кольори «Геккена» та «Опе».
Завершував ігрову кар'єру 1984 року, граючи у Норвегії за «Дєрв 1919».

## Виступи за збірну
1970 року дебютував в офіційних матчах у складі національної збірної Швеції. У подольшому викликався до національної команди епізодично, протягом 1970-х загалом провів у її формі 4 матчі, забивши один гол.

## Кар'єра тренера
Перший досвід тренерської роботи здубував паралельно з виступами на футбольному полі, працюючи з аматорськими «Ольсфорсом» і «Кулленсом». Згодом був граючим тренером у командах «Геккен» і «Дєрв 1919».
Завершивши виступи на футбольному полі, зосередився на тренерській роботі. Протягом трьох десятиріч активно працював у шведській першості, зокрема з «Гельсінгборгом», «Гетеборгом» і «Ландскруною БоІС».
У середині 1980-х і згодом у першій половині 2000-х тренував норвезькі команди — «Фредрікстад», «Брюне» та «Тенсберг».

## Титули і досягнення

### Командні
- Чемпіон Швеції (2):

«Гетеборг»: 1969
«Отвідабергс ФФ»: 1973
- Володар Кубка Швеції (1):

«Гетеборг»: 1979

### Особисті
- Найкращий бомбардир чемпіонату Швеції (2):

1969 (16 голів), 1977 (15 голів)